# 미와촌 (아이치현 야나군)
미와촌(三輪村)은 일본 아이치현 야나군에 설치되었던 촌이다. 현재의 도요하시시의 일부에 해당한다.